# Canal de Castella
El Canal de Castella és una de les obres d'enginyeria hidràulica civil més importants del període entre mitjan segle xviii i el primer terç del xix. Recorre part de les províncies de Burgos, Palència i Valladolid a la comunitat autònoma de Castella i Lleó. Va ser construït per facilitar el transport del blat de Castella cap als ports del nord i d'allà cap a altres mercats. No obstant això, l'arribada del ferrocarril aviat el va fer quedar obsolet.
El canal discorre al llarg de 207 quilòmetres, i uneix les localitats d'Alar del Rey (Palència), on té el seu naixement, i de Valladolid i Medina de Rioseco, situades respectivament al final dels ramals Sud i de Campos (El canal té forma d'una Y invertida).

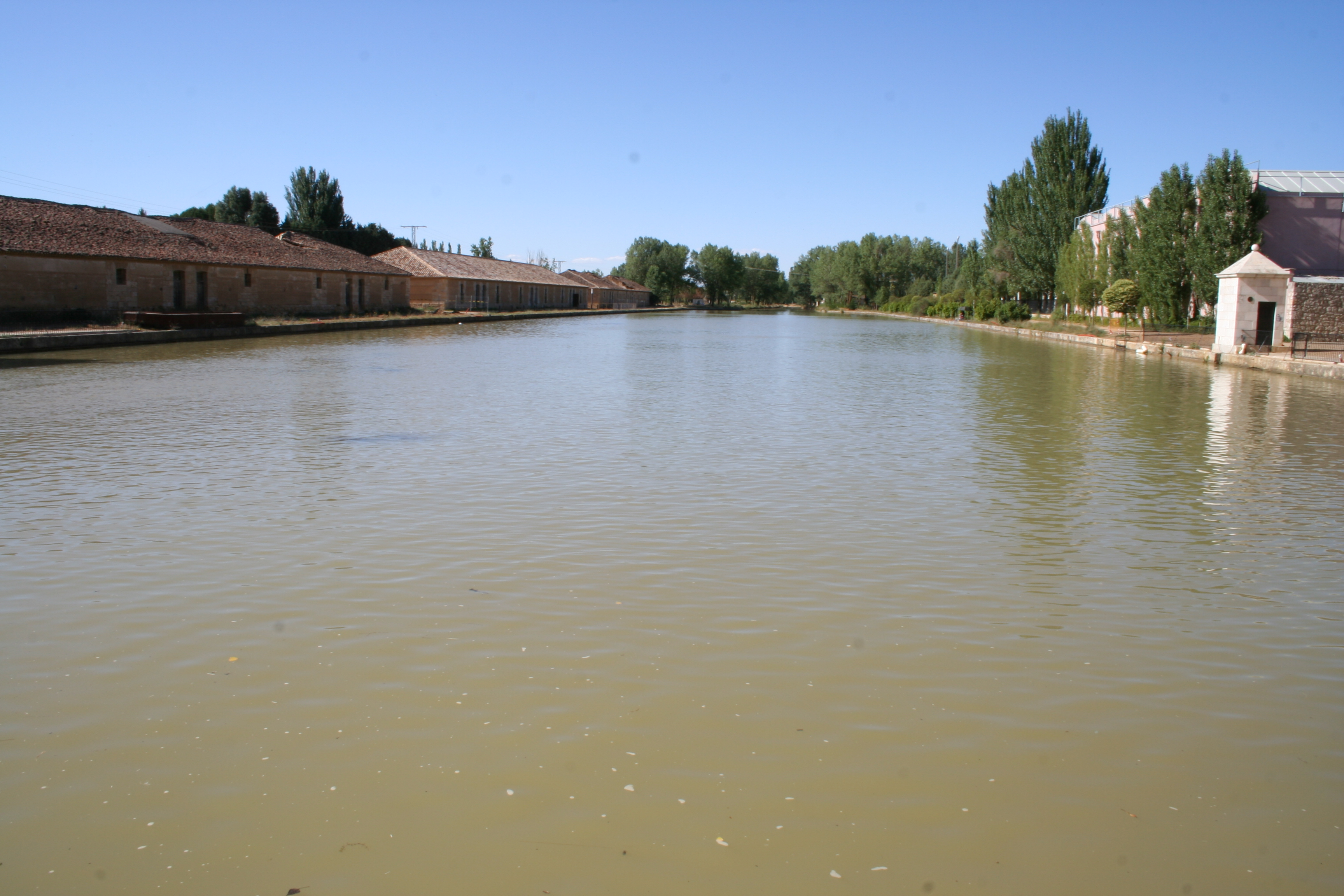
Embarcador del Canal de Castella a Medina de Rioseco.

La província de Palència és la que més quilòmetres de canal té (ramal Nord). Alguns quilòmetres al nord de la capital palentina el canal es divideix en dos grans ramals que es dirigeixen un a Medina de Rioseco (ramal de Campos) i un altre a Valladolid (ramal Sud).

Al seu pas per Frómista, nus de comunicacions, el Canal de Castella es creua amb el Camí de Sant Jaume. Posteriorment, al seu pas per la ciutat de Palència, a la qual s'acosta mitjançant un petit ramal acabat en una dàrsena per facilitar les tasques de càrrega i descàrrega, el Canal de Castella se situa molt a prop de dos dels seus punts més emblemàtics: Calahorra de Ribas, on es creua amb el riu Carrión, del qual passa a prendre les aigües, i el Serrón, a Grijota, on el canal es bifurca en els ramals de Campos i del Sud. Precisament a Calahorra de Ribas s'hi pot llegir un monumental fita erigida per commemorar la unió dels rius Carrión i Pisuerga l'agost de 1791: 
| « | En el Regnat del Senyor Don Carles IV i de la seva esposa Donya Luisa María (sic) a expenses del Reial Erari, essent Ministre d'ell l'Excm. Senyor Comte de Lerena, sota les ordres de qui va dirigir l'obra el Coronel Juan de Homar, Cavaller de Calatrava". | » |

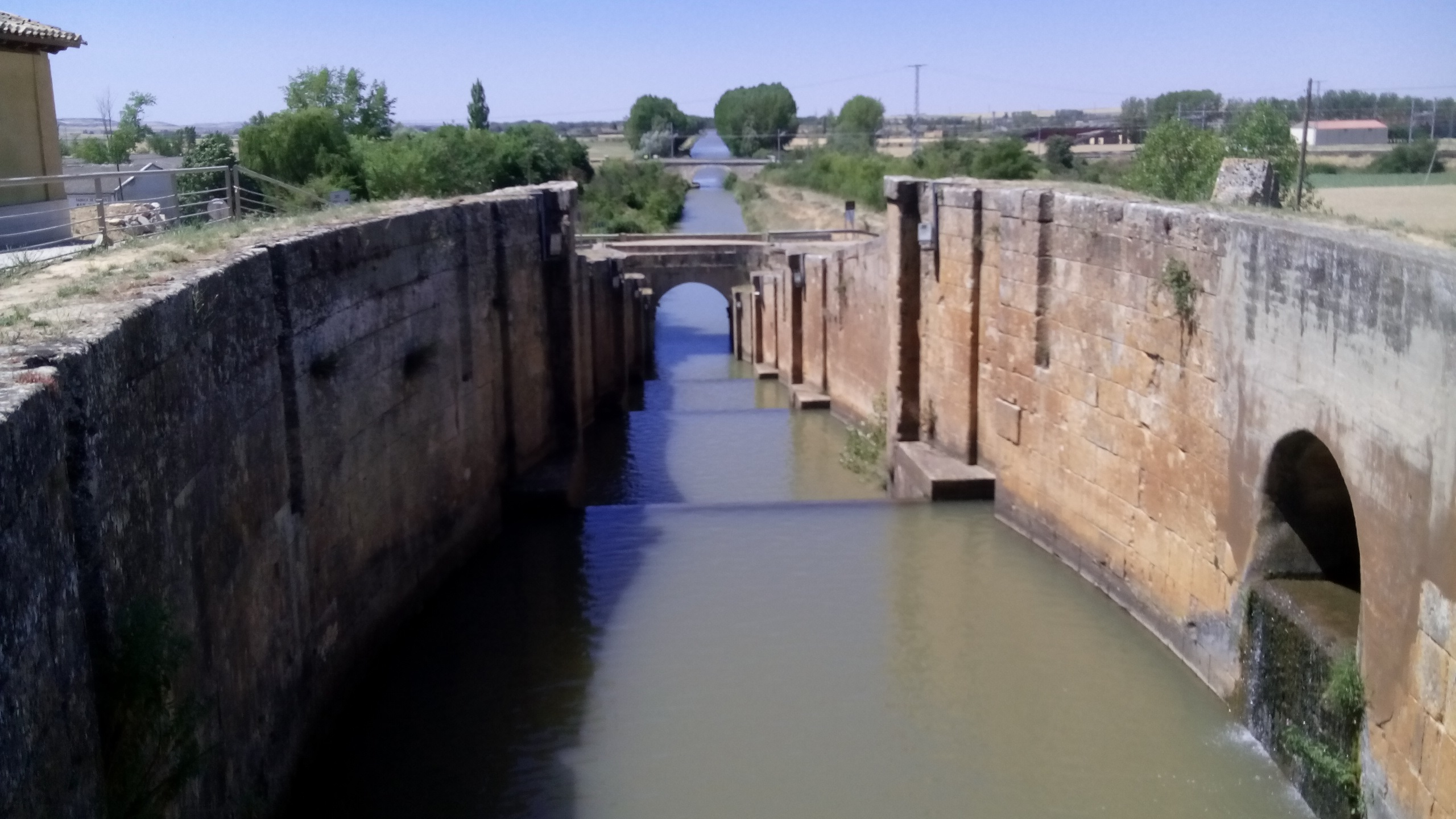
El Canal de Castella a Frómista on es creua amb el Camí de Sant Jaume.

## Precedents

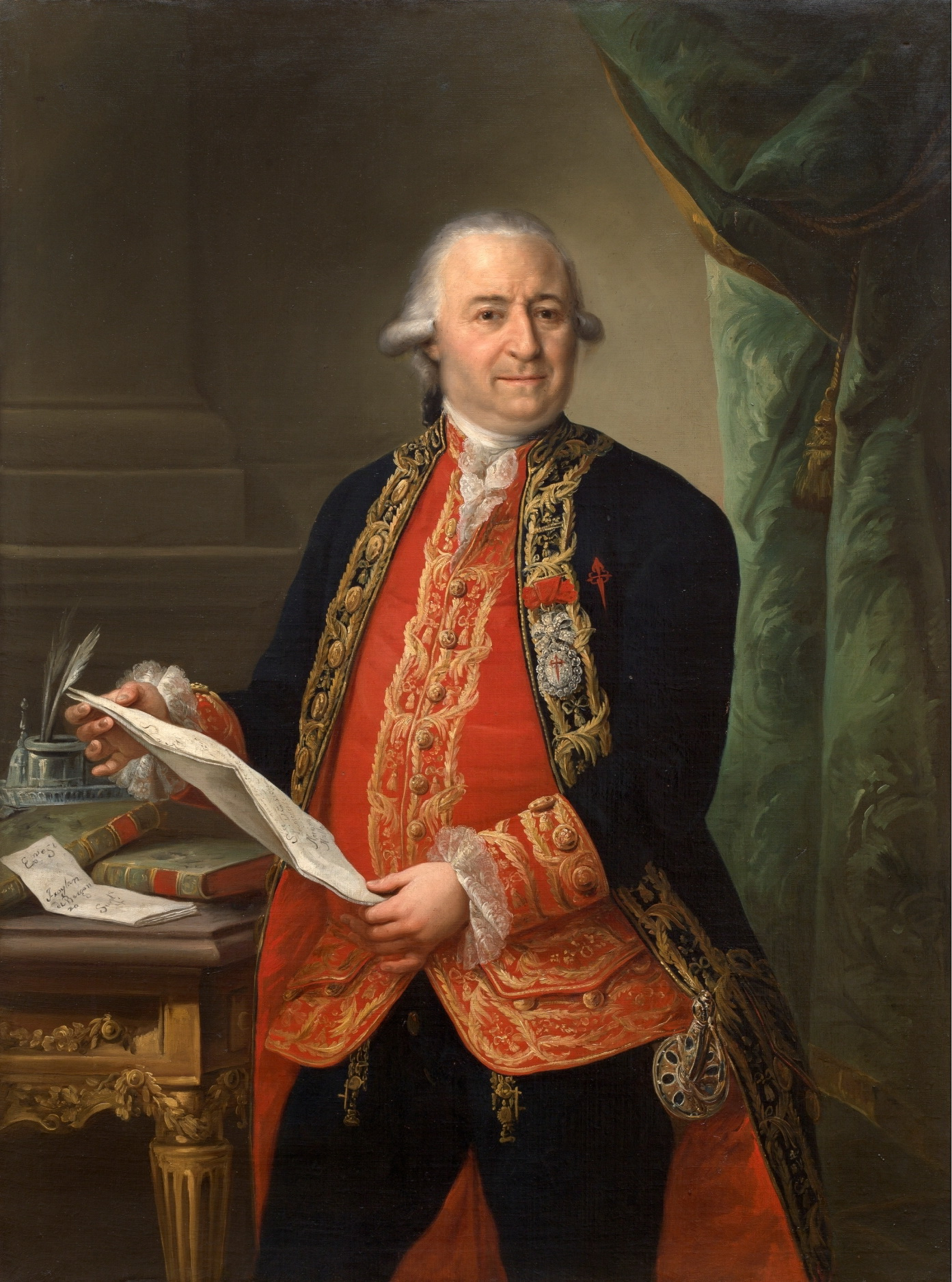
Pedro López de Lerena.

Els antecedents d'aquesta gran obra hidràulica es remunten als segles xvi i xvii. El desenvolupament de sistemes de navegació interiors a Europa, que fomentarà el comerç i el regadiu, es tradueixen a Espanya en estudis dirigits per Bartolomé Bustamante el 1549 sobre les possibilitats que oferia la conca del Pisuerga.
El segle xviii va veure fructificar aquests vells projectes en temps de Ferran VI per iniciativa del marquès de l'Ensenada. La idea il·lustrada de la millora de les comunicacions interiors com a foment de l'activitat econòmica prendrà cos amb dues realitzacions fonamentals: el Canal Imperial d'Aragó i el Canal de Castella.

## L'obra
El canal de Castella fou un dels projectes més importants d'enginyeria civil de l'Espanya Il·lustrada. El seu objectiu principal va ser servir com a via de comunicació i transport que solucionés el problema d'aïllament que patia l'altiplà castellà, a causa de relleu complicat i una deficient xarxa viària, que feia gairebé impossible el transport dels productes agraris de la regió.
A mitjan segle xviii, el rei Ferran VI i el seu ministre, el marquès de l'Ensenada, van començar a pensar en un pla per potenciar l'economia d'Espanya; fou llavors quan el Marquès suggerí a Ferran VI la construcció d'una xarxa de camins i canals de transport pensats per a Castella, en ser, en aquells dies, la principal productora de cereals. Dos anys després, Antonio de Ulloa, prestigiós enginyer, presentà el "Projecte General dels Canals de Navegació i Reg per als Regnes de Castella i Lleó" inspirat en anteriors treballs del francès Carles Lemaur.
Les obres del canal van començar el 16 juliol 1753 a Calahorra de Ribas, sota la direcció d'Antonio de Ulloa i l'enginyer en cap Carles Lemaur, en el tram conegut com a Ramal de Campos. A l'any d'haver-se iniciat es paralitzaren, atès que s'havien construït fins llavors 25 km, des de Calahorra de Ribas. Més tard, el 1759, les obres es reprengueren, però aquesta vegada s'iniciaren a l'estret de Nogales, a prop d'Alar del Rey, va ser així com van començar la construcció del ramal del Nord, sent finalitzades les obres d'aquest ramal a l'agost de 1791, quan les aigües del Nord s'uniren amb les del Ramal Camps en el lloc de Calahorra de Ribas.
 
A l'any següent de la finalització del Ramal Nord s'inicia la navegació a Alar del Rey, al mateix temps que es comencen les obres del ramal sud feia Valladolid. La Guerra de la Independència i la posterior crisi política, econòmica i social van ocasionar grans destrosses en el ja construït, i van obligar a paralitzar les obres a Soto Alburez l'any 1804.
El rei Ferran VII, veient que l'Erari Públic no era capaç de continuar finançant l'obra, dicta el setembre de 1828, una Reial Ordre perquè el projecte pogués ser realitzat per una empresa privada. Així, el 1831 l'Estat concedeix a la Companyia del Canal de Castella l'explotació del Canal durant 80 anys, un cop acabades les obres. A canvi es compromet a acabar les obres en set anys. De nou la guerra impedeix el compliment dels terminis establerts, de manera que cal un nou contracte mitjançant el qual s'escurça el termini d'explotació a 70 anys, i s'amplia el termini per realitzar les obres. Un cop privatitzada la construcció el 1835 es finalitza el ramal del Sud amb l'arribada de les aigües al riu Pisuerga a Valladolid, i el 1849 s'acaba el ramal de Campos sota el regnat d'Isabel II.
Així el 14 desembre 1849 comença l'explotació del Canal de Castella per la "Companyia del Canal de Castella" i un període de 70 anys, revertirà de nou a l'Estat, que l'administra des de llavors, depenent de la Confederació Hidrogràfica del Duero. Encara que la navegació va començar a final del segle xviii, va conèixer l'època de més esplendor entre els anys 1850-1860, quan les barques que solcaven el Canal superaven les 350. A partir de l'obertura de la línia fèrria Valladolid-Alar del Rey, amb un traçat gairebé paral·lel al del Canal de Castella, quan es limita i perd el paper com a via de transport i comunicació.
Malgrat una llera continua que fa possible altres usos derivats de la força motriu, generant un desenvolupament econòmic i industrial en les localitats per les quals discorre i propiciant que neixin fàbriques de paper, farines, cuirs, molins, armes i fins i tot drassanes.

## Aprofitament econòmic
La navegació comercial de grans mitjançant barcasses va ser el principal recurs fins a 1860 quan s'inaugura la línia ferroviària Venta de Baños - Alar del Rey. El ferrocarril Valladolid-Medina de Rioseco suposà, finalment, l'esfondrament del trànsit de mercaderies. Al la segona meitat del segle xix, continua servint com a força motriu en les rescloses-molins fariners, batans, etc. així per al reg agrícola de 23.000 hectàrees.
Actualment només serveix per al regadiu, la navegació es va abandonar el 1959. El gran llegat arquitectònic i els paisatges que creua formen un atractiu turístic.

## Zona d'interès històric i natural

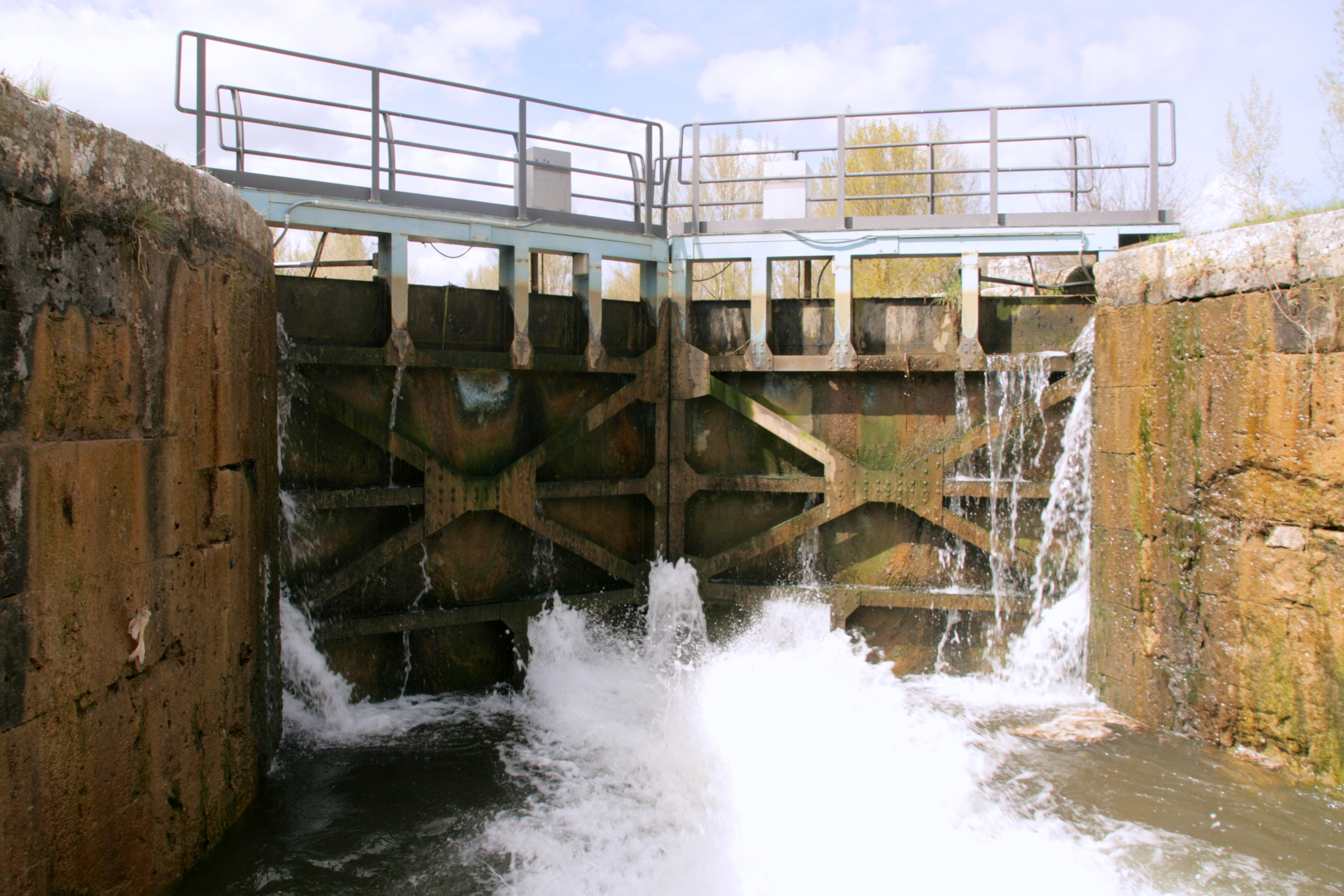
Ompliment de la sisena resclosa del ramal Nord del Canal de Castella, a Herrera de Pisuerga.

En l'actualitat, aquesta gran «Y» invertida que recorre de nord a sud la comunitat castellanolleonesa, conserva un valuós entramat de rescloses, fàbriques de farina, molins, magatzems i dàrsenes de gran interès històric. A més, proporciona proveïment d'aigua a nuclis urbans, regadius als rurals i espai cultural i d'oci a autòctons i visitants. S'estan realitzant diferents inversions per recuperar-lo i donar-li una sortida dins el turisme rural al mateix temps que es condicionen els seus «camins de sirga» com a vies cicloturístiques, ja que en les seves ribes han sorgit diversos ecosistemes de ribera, amb una primera franja de vegetació higròfila formada per canyissos i espadanyes, una segona franja similar a un bosc de ribera (oms, pollancres negres, àlbers, freixes, salzes, verns, lligaboscs ...); i una tercera franja d'arbusts.
Entre la fauna destacable hi ha arpelles, nombroses ardeides, anseriformes i Podicipediformes, entre d'altres.
Amb el pas del temps, als marges del Canal de Castella s'han anat formant una sèrie d'aiguamolls d'alt valor ecològic, que representen una illa de biodiversitat dins el paisatge homogeni de la Terra de Campos. Aquests aiguamolls tenen una extensió variable: alguns no arriben a ocupar ni una hectàrea mentre que d'altres superen les 20. Té un alt valor ecològic per la diversa vegetació aquàtica i amb l'important nombre d'espècies vertebrades que alberguen. Al Canal hi ha 121 espècies d'aus nidificants i també aus hivernants i aus migratòries i accidentals; 42 espècies de mamífers, dels quals 15 són insectívors; 11 espècies d'amfibis i 14 de rèptils i 14 espècies de peixos.
Per aquests valors mediambientals va ser incló dins de la Xarxa Natura 2000, com que una gran part de les zones humides han estat declarades com a Zona d'Especial Protecció per a les Aus (ZEPA) i llocs d'interés comunitari (LIC). És alhóra enclós en el Catàleg Regional de Zones Humides. No obstant això amb aquesta protecció no n'hi ha prou i algunes de les llacunes del Canal de Castella són en estat de conservació desfavorable si no van totalmente desparèixer.

## Municipis pels quals discorre

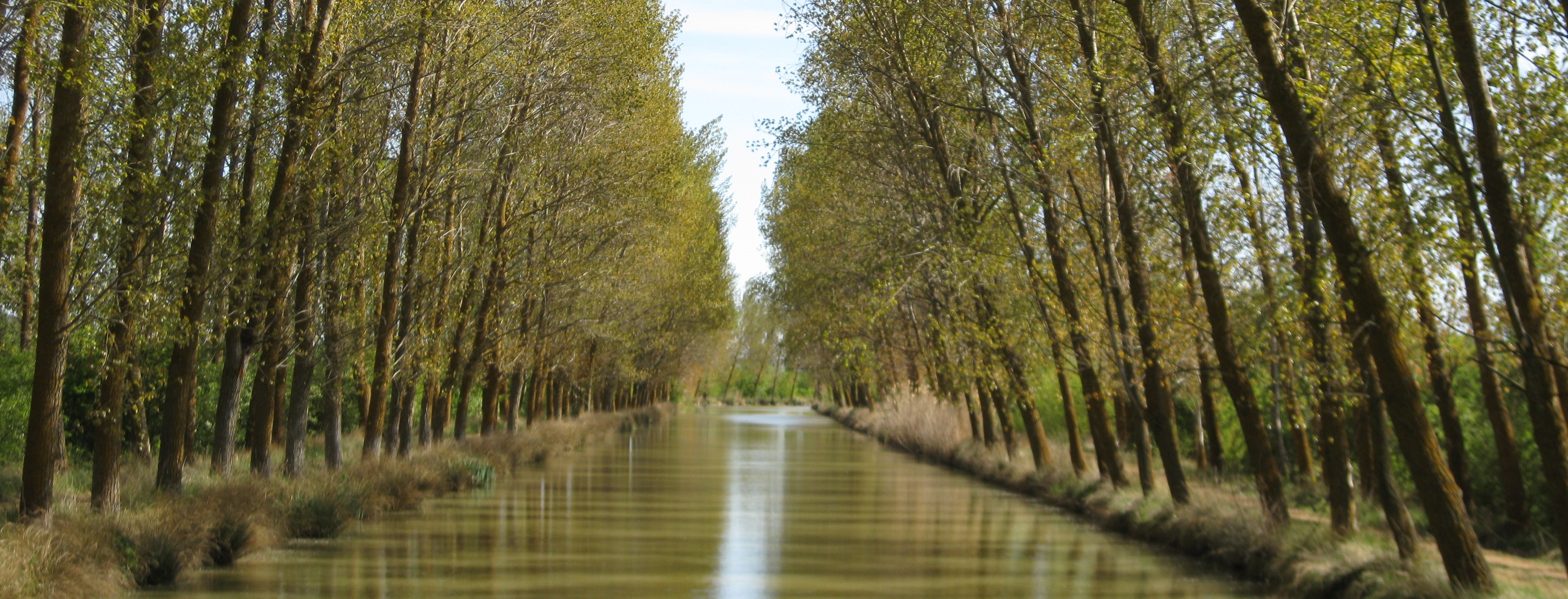
Ramal de Campos del Canal de Castilla (Medina de Rioseco).

Ordenats de nord a sud i d'est a oest.
Província de PalènciaAlar del Rey, San Quirce de Riopisuerga, Herrera de Pisuerga, Ventosa de Pisuerga, Castrillo de Riopisuerga, Olmos de Pisuerga, Naveros de Pisuerga.
Província de BurgosSan Llorente de la Vega, Melgar de Fernamental.
Província de PalènciaOsorno_la_Mayor, Santillana de Campos, Las Cabañas de Castilla, Lantadilla, Requena de Campos, Boadilla del Camino. Frómista, Piña de Campos, Amusco, Amayuelas de Abajo, Ribas de Campos, Paredes de Nava, Dueñas.
Província de PalènciaRibas de Campos, Becerril de Campos, Husillos, Villaumbrales, Paredes de Nava, Fuentes de Nava, Autillo de Campos, Abarca de Campos, Castromocho, Capillas, Castil de Vela, Belmonte de Campos.
Província de ValladolidTamariz de Campos, Villanueva de San Mancio, Medina de Rioseco.
Província de PalènciaGrijota, Palència, Villamuriel de Cerrato, Dueñas.
Província de ValladolidCubillas de Santa Marta, Trigueros del Valle, Corcos del Valle, Cabezón de Pisuerga, Cigales, Valladolid.